# Miraculous – Pustolovine Bubamare i Crnog Mačka
Miraculous – Pustolovine Bubamare i Crnog Mačka (fran. Miraculous, les aventures de Ladybug et Chat Noir, eng. Miraculous: Tales of Ladybug & Cat Noir) je računalno-animirana serija francuskih studija Zagtoon i Method Animation u suradnji talijanskog De Agostini Editore, japanskog Toei Animation i južnokorejskog SAMG Animation. Serija prati dvoje tinejdžera iz Pariza, Marinette Dupain-Cheng i Adrien Agrestea koji se pomoću čarobnog nakita pretvaraju u superheroje Bubamaru i Crnog Mačka te svojim moćima spašavaju građane Pariza od zlikovaca.
U Hrvatskoj se serija prikazivala na RTL Kockici.

## Radnja
Smješteno u Pariz današnjice, radnja prati Marinette Dupain-Cheng i Adriena Agresta koji se pomoću svojih kwamija i čarobnog nakita pretvaraju u superheroje Bubamaru i Crnog Mačka da bi čuvali grad od zlikovaca koje stvara Leptir Noći - tajnoviti neprijatelj. Uz svoje dužnosti kao čuvari grada Marinette i Adrien moraju se snaći i u svojim običnim svakodnevnim životima, u koji pripadaju škola, obitelj, prijatelji i prva ljubav.

## Hrvatska sinkronizacija
| Uloge                           | Francuska verzija  | Engleska verzija  | Hrvatska verzija                  |
| ------------------------------- | ------------------ | ----------------- | --------------------------------- |
| Marinette Dupain-Cheng/Bubamara | Anouck Hautbois    | Cristina Vee      | Zrinka Antičević                  |
| Adrien Agreste/Crni Mačak       | Benjamin Bollen    | Bryce Papenbrook  | Dino More                         |
| Tikki                           | Marie Nonnenmacher | Mela Lee          | Kristina Habuš                    |
| Plagg                           | Thierry Kazazian   | Max Mittelman     | Daniel Dizdar                     |
| Gabriel Agreste/Leptir Noći     | Antoine Tomé       | Keith Silverstein | Vinko Štefanac                    |
| Chloé Bourgeois                 | Marie Chevalot     | Selah Victor      | Monika Berberović                 |
| Alya Césaire                    | Fanny Bloc         | Carrie Keranen    | Gordana Džepina                   |
| Nino Lahiffe                    | Alexandre Nguyen   | Ben Diskin        | Nikola Marjanović                 |
| Wang Fu                         | Gilbert Lévy       | Paul St. Peter    | Branko Smiljanić (S01), ??? (S02) |
| Nathalie Sancoeur               | Nathalie Homs      | Sabrina Weisz     | Mima Karaula                      |

## Koncept i ideja
Serija bazira na originalnoj ideji francuskog pisca animatora Thomasa Astruca, koji je bio inspriran jednom djevojkom, Japanskim anime i “desetljećima čitanja stripova“. U intevjuu za Nolife, Astruc je rekao da je radio kao animator na seriji W.I.T.C.H. kada je upoznao ženu koja je nosila majcu s bubamarom te su si počeli međusobno slati crteže koji su često u sebi imali bubamare.
Astruc je također istaknuo da je Marinetteina frizura s kečkama napravljena prema toj ženi. Također su radili na crtiću A.T.O.M. oko 2004–05. Astruc je prvi nacrtao Bubamaru na ljepljivim papirićima i primijetio koliko je jak lik Bubamare. Nije imao sjećanja da je u stripovima vidio superheroje s temom bubamare.
Astruc je namjeravao od Bubamare napraviti seriju stripova dok nije upoznao Jeremyja Zaga, kojem se svidio projekt i želio ga je producirati kao crtani film; Zag je tada imao 25 godina i nije imao iskustva iz industrije crtića.
Pri stvaranju Crnog Mačka Astruc se oslanjao na to da bubamare donose sreću pa bi njen partner trebao biti suprotnost i imati moći nesreće. Za njih inspiracije su mu bile likovi kao Spider-Man i Catwoman.
Lik po imenu Félix prvobitno je trebao imati ulogu Crnog Mačka, ali kasnije je odbačen u korist Adriena Agrestea jer je kreativni tim smatrao da je Félix klišej muškog anime protagonista i da će im Adrien dopustiti da ispričaju više zanimljivih priča. U rujnu 2015., Astruc je naznačio da je otvoren za ponovno razmatranje lika Félixa, ali je od toga odustao do veljače 2016., napisavši da je lik loša ideja. Dvije godine kasnije, 2019., Félix je preuređen u Adrienovog rođaka i preimenovan je u Félix Graham de Vanily.

### Animacija
Kada se Toei Animation ukljućio kao ko-producent u lipnju 2012. prvo bilo najavljeno da će serija biti ručno animirana u veselom manga stilu. Kasnije u rujnu, Zagtoon, Method, & Toei objavili su tradicionalno animirani promotivni video za Miraculous Ladybug. Video je prikazivao Marinette (u sličnoj odjeći kao u trenutnoj seriji) kao Bubamaru, i sada odbačenog Félixa (kasnije Adrienov rođak) kao Crnog Mačka, Marinettinog i Félixovog kwamija, Tikki i Plagga, Leptira Noći (bez maske i s drugačijom odjećom, izgledom i jazbinom u odnosu na aktualnu seriju), a također i neke akumatizirane negativce: Mimičar i Gospodin Golub. Njihov tadašnji miraculous i njihove transformacijske sekvence imale su drugačiji izgled sličan trenutnom nakitu i transformacijama u seriji. Demo pjesmu iz promotivnog spota izveo je i skladao Noam, koji će kasnije skladati glazbu i izvoditi pjesme za trenutnu seriju.
Cijeli koncept animea bio je uspješan; ali postojala je zabrinutost oko tržišne mogućnosti tradicionalne 2D animacije i poteškoća u animiranju crvenog kostima Bubamare s crnim točkama jer se nisu mogle popratiti pri animaciji svakog kadra. Izvršni producent Jared Wolfson rekao je da Zag želi da animacija bude filmska i epska, jedinstvena i drugačija, te je rekao da nastavljaju surađivati s Toeijem jer donosi azijsku inspiraciju i da bi 2D verzija serije mogla biti potencijalni proizvod za buduće svrhe.
Spomenuti problem s 2D animacijom riješen je prelaskom na CGI animaciju; prijelaz je također omogućio lakšu implementaciju kutova mobilne kamere. SAMG Animation, CGI animacijski studio smješten u Južnoj Koreji službeno se pridružio produkciji u studenom 2012. i producirao je modeliranje i animaciju. Zag se kasnije prisjetio da je SAMG odabran zbog njihove kvalitete što je odlučio u video poruci koju je poslao južnokorejskoj tiskovnoj konferenciji koju je 2015. održala tvrtka sa sjedištem u Seulu. Astruc i pomoćnik redatelja, Wilfried Pain, uputili su animatore da ne improviziraju scene kako bi stvari bile dosljedne i razumljive. Pain procjenjuje da sekoristi oko 350-400 kadrova u tipičnoj 20-minutnoj epizodi; s 10 panela po snimci, što čini do 4000 panela po epizodi. Wolfson je rekao da animacija emisije donosi dinamične kutove kamere i teksturu. Trailer s novim CGI animiranim stilom objavljen je u listopadu 2013., godinu dana kasnije.
Prije debija u Francuskoj 19. listopada 2015. na TF1, serija je prvi put prikazana u Južnoj Koreji 1. rujna 2015. na EBS1. U Sjedinjenim Američkim Državama, serija je izvorno debitirala na Nickelodeonu 6. prosinca 2015. prije nego što je uklonjena s rasporeda mreže 2016. 8. travnja 2019., seriju je službeno preuzeo Disney Channel u Sjedinjenim Državama i od tada se počela tamo emitirati. U Ujedinjenom Kraljevstvu i Irskoj, emisija je premijerno prikazana 30. siječnja 2016. na Disney Channelu i emitirana do 30. rujna 2020. kada se kanal zatvorio u zemlji, prebacujući sav svoj sadržaj na Disney+.
Dana 22. siječnja 2018. Zag je na Instagramu objavio da ekipa radi na 4. i 5. sezoni.
Dana 18. travnja 2021. godine potvrđeno je da će serija osim 4. i 5. sezone imati još dvije sezone (sezona 6 i 7).

### Pisanje
Dok se serija reklamira kao zapadnjačka priča o superherojima, njena tematska osnova japanski je žanr mahō shōjo (čarobna djevojka), s fokusom na sekvence transformacije, školu, okupljanje tima heroja, životinja i kolaža na kraju epizoda. Konkretno, Bubamara je pod snažnim utjecajem žanrovske znamenite serije Mjesečeva ratnica: ne samo da ime Marinette ("mala mornarica") podsjeća na naslov Mjesečeva ratnica već i magični pratioci glavnih likova odražavaju Lunu i Artemis Mjesečeve ratnice, glavne moć negativca nalikuje onoj kraljice Beryl, a cijela radnja serije paralelna je s pričom o mornaru Saturnu.
Bubamara sadrži brojne druge izravne i neizravne reference na svoju inspiraciju. Koncept emisije izvorno se bavio političkim temama, usmjerenim prema tinejdžerima i mladim odraslim osobama. Međutim, nakon što nije uspjela postići popularnost na mrežama, preopremljena je za mlađu ciljnu publiku.
Astruc je rekao da je oduševljen što emisija može doprijeti do mlađih i starijih ljudi.
Za pisanje svake epizode potrebno je oko 3 mjeseca, od nule do konačne provjere emitera. Pomoćnik redatelja, Wilfried Pain, rekao je da se svaka epizoda sastoji od dva dijela: aspekta sitcoma gdje likovi moraju govoriti sami za sebe i akcijskog elementa u kojem se kamera uvijek kreće. Noam Kaniel piše glazbu i pjesme. Kaniel je također radio na akcijskim superherojskim emisijama kao što su X-Men, Code Lyoko, W.I.T.C.H., Fantastic Four, Power Rangers, Digimon Fusion i Glitter Force. Kaniel i Zag zajedno su napisali uvodni špicu. Alain Garcia napisao je engleske tekstove, koje pjevaju Wendy Child i Cash Callaway. Francusku verziju izveli su Marily i Noam Kaniel.

## Kritike
Kimberly Cooper, spisateljica bloga koja je pridonijela medijima kao što je The Huffington Post, napisala je da je emisija inspirirala tinejdžere i odrasle da kreiraju i propagiraju Miraculous remikse i svidjelo joj se što se u emisiji pojavljuju multirasni likovi kao u filmu Big Hero 6, koji je osvojio Oscara. Ona je "brzo shvatila da je u tijeku daleko zanimljiviji i širi čudesni pokret".
Caitlin Donovan s internetske stranice Epicstream nabrojala ju je kao jednu od svojih 10 najdražih animiranih serija iz 2015. Napisala je da su "likovi toliko šarmantni da su poznate situacije u seriji čista zabava, a ne iritantni, s kreativnim borbama i dobrom CGI animacijom“. Napisala je da je "Marinette divna kao glavni lik koji je istinski nespretna kao školarka, ali samouvjerena kao superheroj, što stvara zanimljiv kontrast."
Ella Anders iz BSCKids napisala je da se serija ističe zbog načina na koji "usklađuje žanr čarobne djevojka i žarn superheroja zajedno ".
Robert Lloyd iz Los Angeles Timesa predstavio je seriju kao "pametan, romantičan, zabavan, način na koji neki od nas preferiraju priče o superherojima". Otkrio je da likovi "imaju izgled ekstrudirane plastike oubičajene u CGI crtanim filmovima", ali "u tim je granicama dizajn lijep, a animacija elegantna, a puno je posla uloženo u postavljanje i izvedbu akcijskih scena".
Sjevernoamerički Precis Syndicate nazvao je emisiju "autentičnom i aspirativnom – pričom o današnjem modernom superheroju svake djevojke. Serija, o mladoj djevojci koja koristi svoje superherojske moći i nevini optimizam kako bi spasila Paris od zlog Leptira Noći, bez sumnje će nadahnuti današnju mladež da pokuša spasiti stvar, svaki dan na svoj način."
Andrea Reiher iz Zap2It napisala je da su "priče bogate obitelji, prijateljima, avanturama, spletkama, negativcima, kreativnošću i više, pružajući teme koje su povezane i relevantne za djecu i predtinejdžere" i očekivala je da će to biti veliki hit na Nickelodeonu.
Nekoliko recenzenata medija očekivalo je da će igračke marke Miraculous biti među popularnim svojstvima superheroina za 2016. godinu. Zag se udružio s tvrtkom Bandai kako bi objavio igračke temeljene na Miraculousu, kao i ugovore za izradu odjeće i druge robe marke Miraculous.

## Vanjske poveznice
- Službena stranica  Arhivirana inačica izvorne stranice od 13. rujna 2019. (Wayback Machine)
- Miraculous na TF1
- Miraculous: Tales of Ladybug and Cat Noir na IMDb-u